# Anton Beck (Landwirt)
Anton Beck (* 25. November 1816 in Taimering; † 24. Mai 1898 ebenda) war ein bayerischer Landwirt und Abgeordneter.

## Werdegang
Als Nachfolger des verstorbenen Ernst Rudhart im Wahlbezirk Regensburg/Opf. gehörte Beck vom 26. Oktober 1854 bis zum Ende der Wahlperiode im März 1855 der Kammer der Abgeordneten des Bayerischen Landtags an.
Ein zweites Mal zog er im Sommer 1863 in den Landtag ein. Wegen der Folgen einer Typhuserkrankung stellte er ein Austrittsgesuch, dem am 8. Juni 1866 stattgegeben wurde.